# フレンチ (衣服)

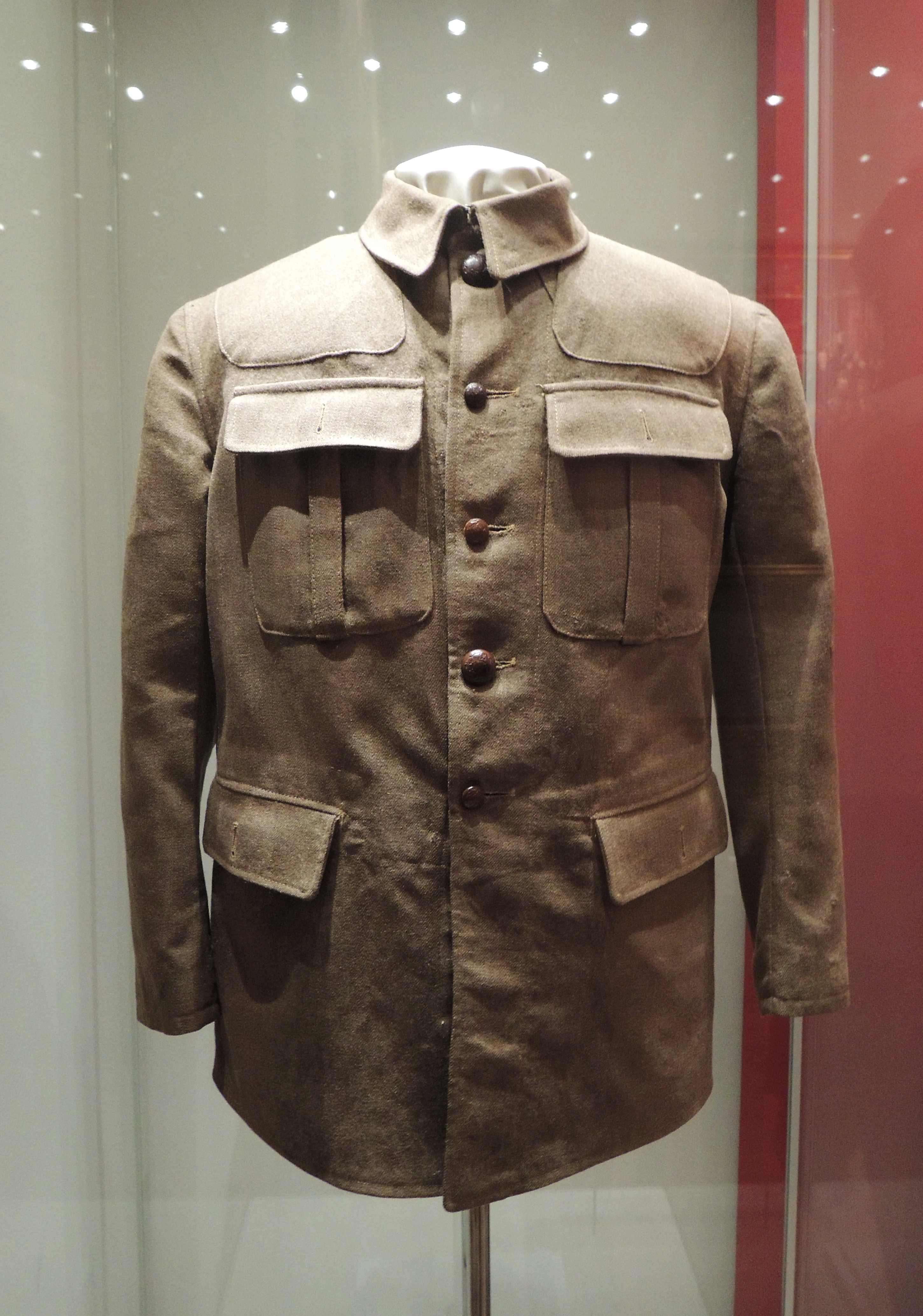
ウラジーミル・レーニンのフレンチ

フレンチ（ロシア語: френч）はロシアで着用されていた上着の一種。軍服を起源とするが、流行するにしたがって非軍事的な用途でも着用された。

## 歴史

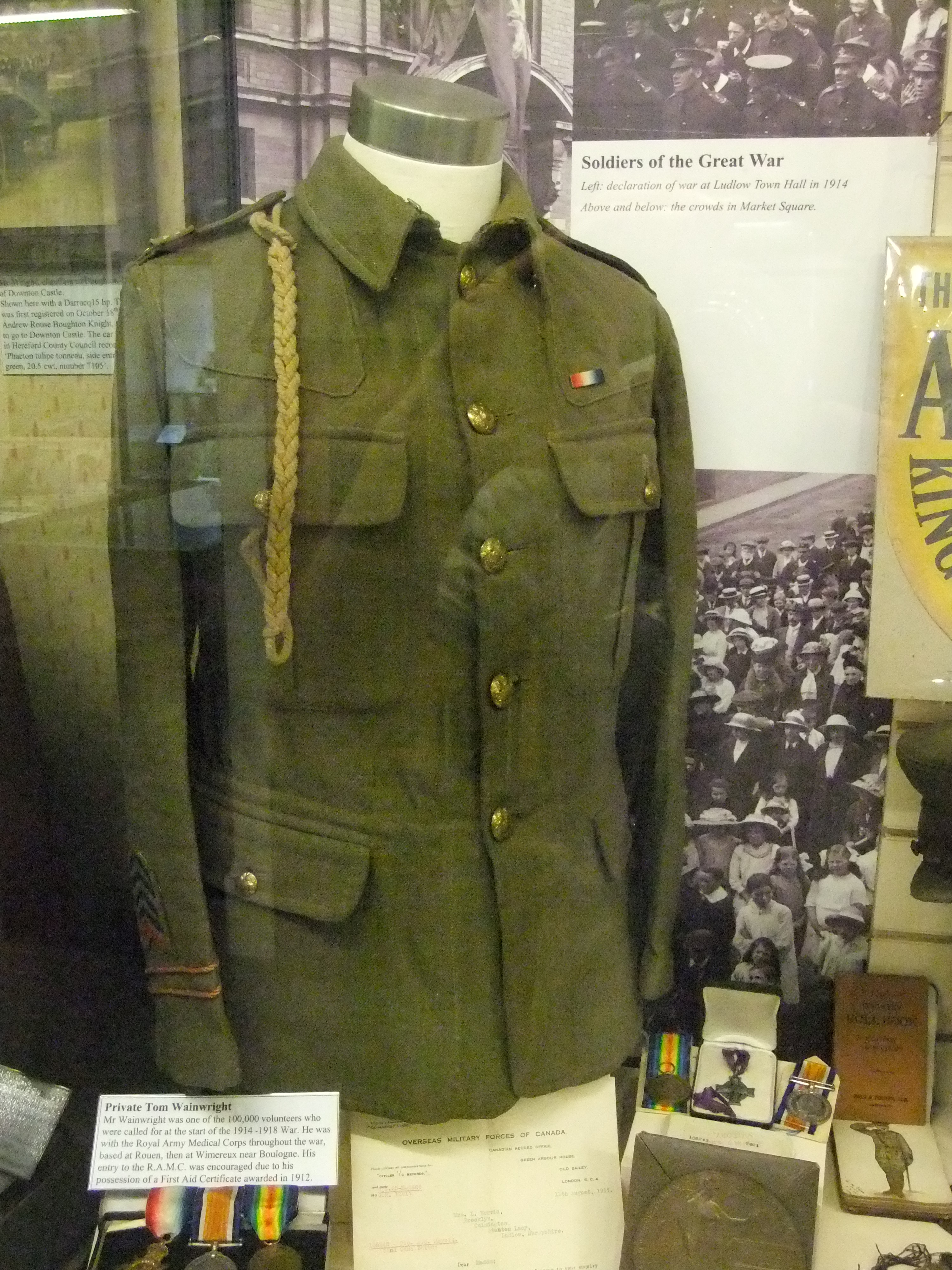
1902パターン・サービスドレス

フレンチの直接的な原型はイギリス陸軍用に開発された軍服である1902パターン・サービスドレス（英語: 1902 Pattern service dress）にまで遡ることができる。1902年に配備が開始されたこの軍服は分厚いウールサージ生地から作られており、迷彩効果や耐久性にも優れた実用的な軍服であった。第一次世界大戦時のイギリス軍では1902パターンとその簡略型である1914パターンが支給されていた。
大戦期になると、当時イギリス帝国と三国協商に基づいて同盟関係にあったロシア帝国にもこの軍服が持ち込まれた。本来の1902パターンは戦闘服としての性格が強い一般兵卒用の軍服であり、イギリス軍の士官は開襟の軍服を着用していたが、ロシアではイギリスと異なり保守的な閉じた襟の意匠が士官の間で支持されていたため、1902パターンに範を取った軍服の広い普及に繋がった。この軍服の形状を持つ上衣はフレンチという呼称で定着したが、これはフランスを意味するものではなく、第一次世界大戦におけるイギリス海外派遣軍の司令官であるジョン・デントン・ピンクストン・フレンチの名から引用されたものであった。
フレンチはロシアの帝政が崩壊し共和制へと移行した後も、一連の革命から内戦、ソビエト連邦の建設期を通して、白軍の名で知られる旧帝国軍系の組織や共産党の赤軍を含む多くの軍事勢力に見られる軍服であり続けた。
また、フレンチを着た軍人が民間の目にも触れるようになったことに伴い、その簡素かつ堂々としたデザインが評価され、様々な党派の政治指導者によっても着用されるようになった。

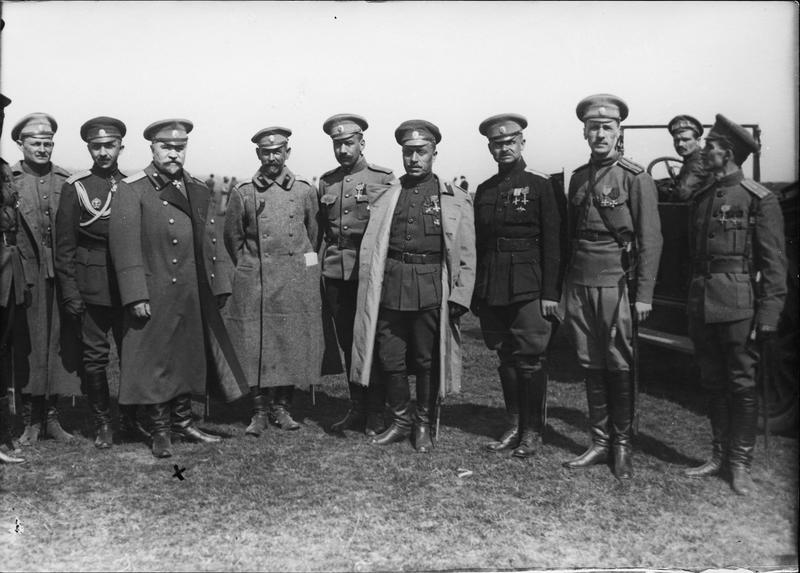
ルーマニア戦線で記念撮影に写るロシア帝国陸軍の士官ら。フレンチ型の軍服が確認できる。
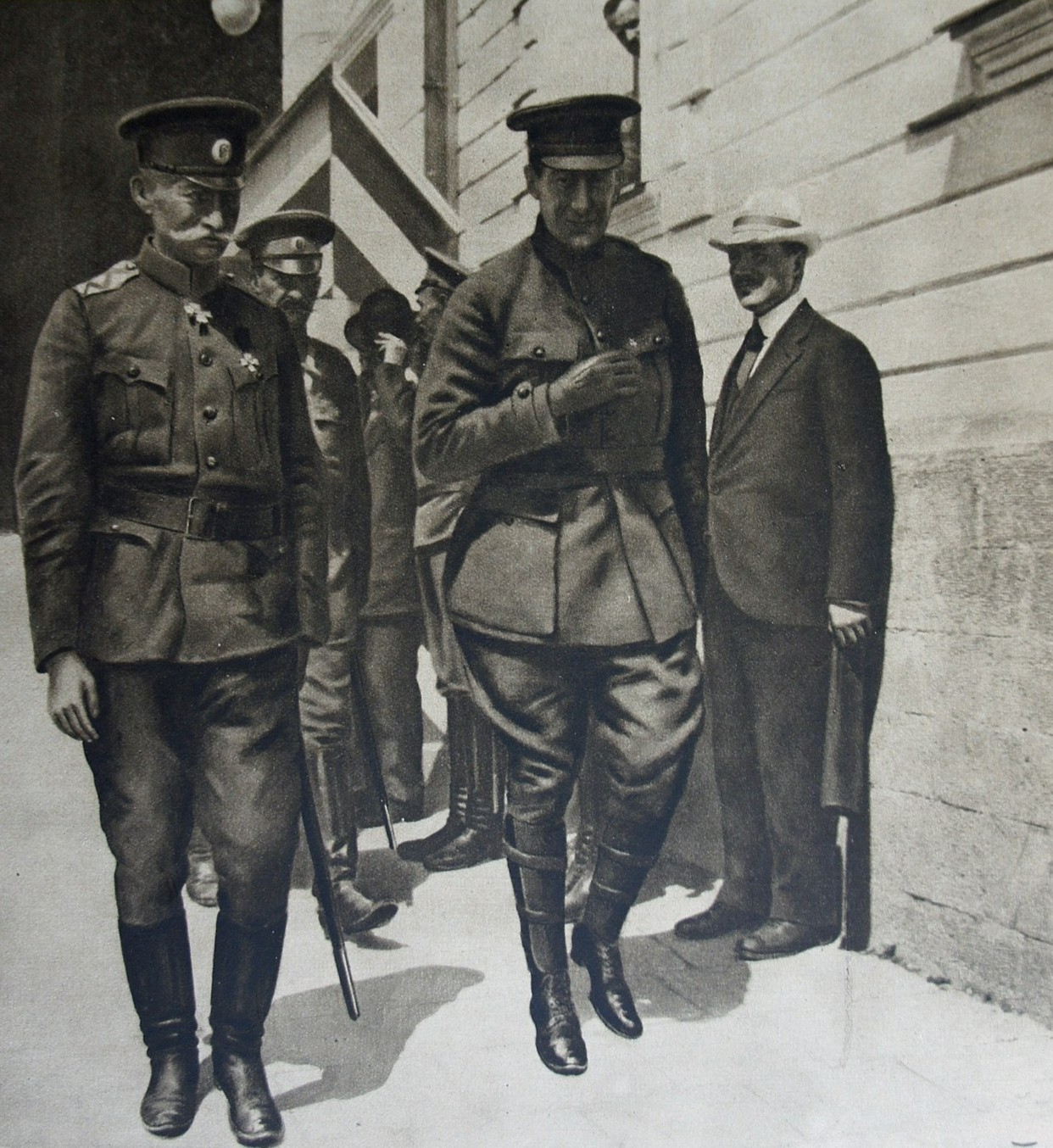
フレンチを着用したアレクサンドル・ケレンスキーと、フレンチ型の軍服を着用したアレクセイ・ブルシーロフ。
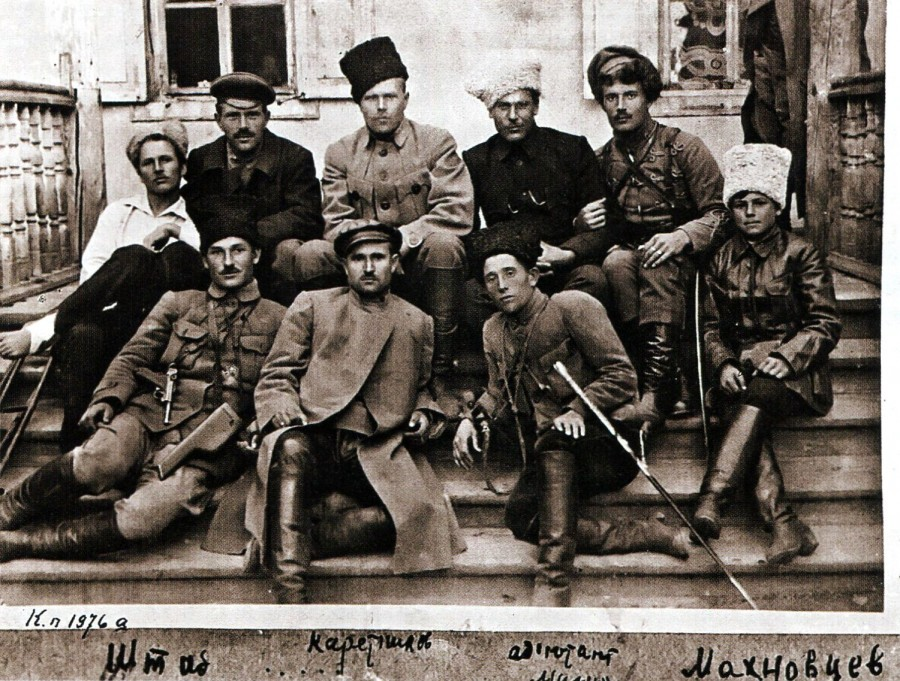
フレンチと見られる軍服を身に着けたウクライナ革命反乱軍の構成員。
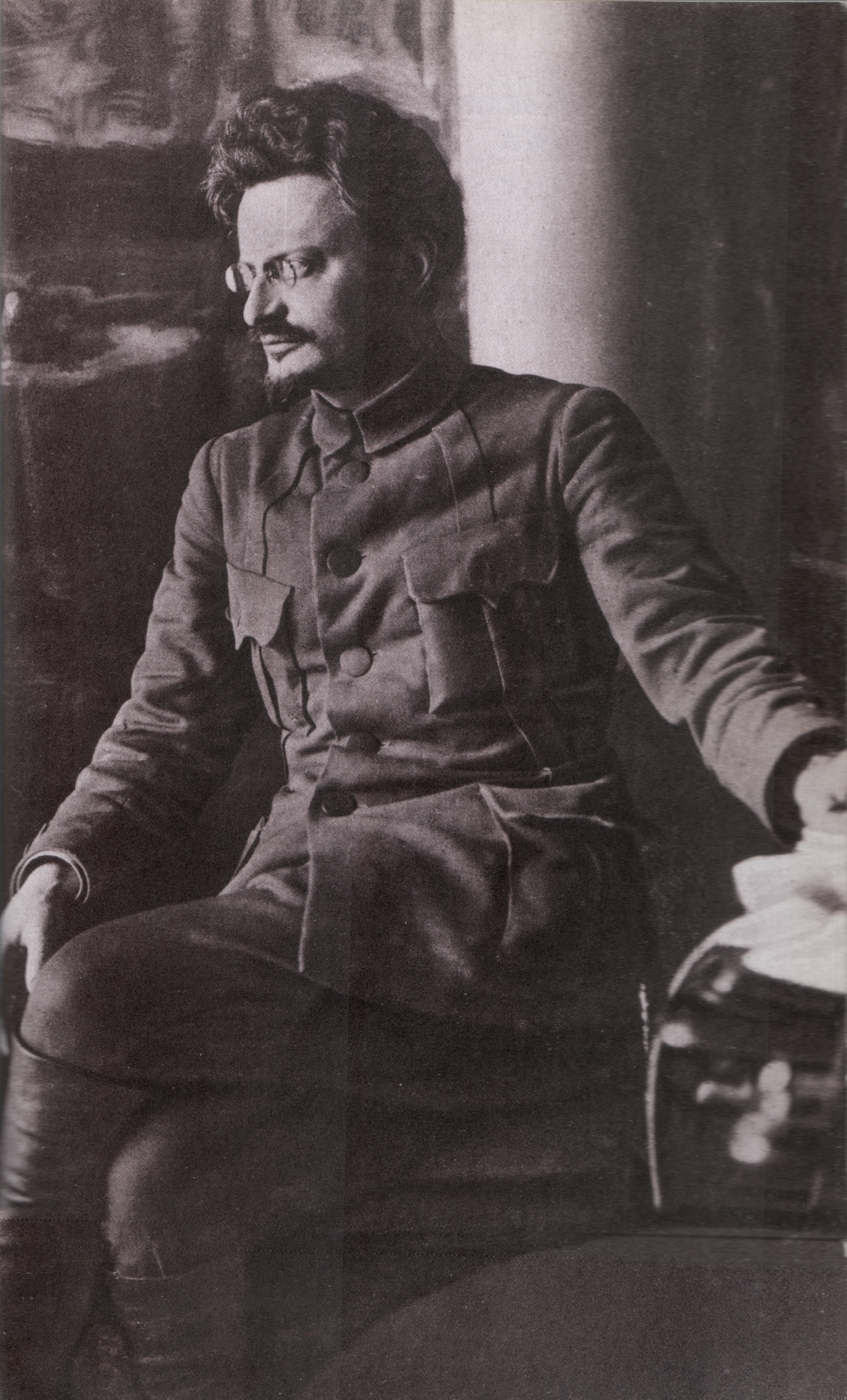
フレンチを着用したレフ・トロツキー。

## 特徴
フレンチの外見的および機能的な特徴は、個別に多少の独自性があるものの、基本的には原型となった1902パターンに準じている。
フレンチの特徴としては柔らかなターンダウンカラーないしスタンドカラー、胸部と腰部に二つずつ配置されたフラップ付きの貼り付け式ポケット、旧来のジャケットよりも長く取られた着丈などが挙げられるが、腰ポケットについてはロシア国立歴史博物館が展示していたウラジーミル・レーニンの遺品のフレンチのように、貼り付け式ではないフラップ付きの切りポケットのものも存在する。